# Hotel Estoril
O Hotel Estoril é um edifício localizado no centro da cidade de Bauru, no interior do estado de São Paulo, Brasil. Fundado em 1912, o edifício do hotel é um dos mais antigos da cidade.

## Arquitetura
O edifício tem uma arquitetura mais tradicional e possui dois andares e uma platibanda decorada. O andar superior possui sacadas feitas em grades de ferro apoiadas sobre armações emolduradas em animais.

## Tombamento
Os estudos sobre o tombamento do hotel Estoril tiveram início em 1996, sob o processo 18048/1996, tendo seu tombamento decretado pelo prefeito Nilson Costa em 20 de outubro de 2003.

## Desabamento
Na manhã do dia 17 de dezembro de 2019, parte da fachada do antigo hotel desabou. Segundo a Defesa Civil, os responsáveis pelo prédio já haviam sido alertados para demolirem ou reformassem a estrutura do prédio.